# Петропавловка (Бородуліхинський район)
Петропа́вловка (каз. Петропавл) — село у складі Бородуліхинського району Абайської області Казахстану. Адміністративний центр Петропавловського сільського округу.
Населення — 1219 осіб (2021; 1160 у 2009, 1201 у 1999, 1533 у 1989).
Національний склад станом на 1989 рік:
- росіяни — 42 %
- німці — 30 %
- казахи — 21 %